# Павленко, Венера
Венера Павленко (1927 — 28 сентября 1942) — юная герой-пионер Великой Отечественной войны, замучена и убита немцами в сентябре 1942 года.

## Биография
Родилась в 1927 году в станице Кореновской Северо-Кавказского края. Училась в школе № 1 станицы Кореновской. В 1942 году, когда немцы оккупировали территорию станицы, она окончила седьмой класс.
Венера Павленко и её подруга Клара Навальнева, чтобы как можно меньше пересекаться с немецкими солдатами, летом 1942 года часто уходили за город к реке в безлюдное место. В сентябре 1942 года в ходе воздушного боя над небом станицы Кореновский был сбит советский самолёт. Успевшие десантироваться раненные лётчики скрылись в камышах у реки Бейсужёк. Клара и Венера обнаружили советских солдат и стали помогать им восстанавливаться: обеспечивали лекарствами, едой и одеждой. С медикаментами помогла медсестра Нина Васильевна Фурсенко, а с одеждой — заведующая библиотекой Лидия Ивановна Попова, передавшая лётчикам костюмы своего сына.
Когда солдатам пришло время перебираться за линию фронта, комсомолки взяли лошадей в колхозе «9-е января», с помощью которых лётчики покинули окрестность города. За девочками же уже была установлена слежка. Как только они появились в станице, их сразу арестовали. В тюрьме девушки подвергались пыткам, но на допросах молчали. По одной версии, немцы приняли решение отправить подруг в душегубку (грузовик для уничтожения людей выхлопными газами) вместе с другими нарушителями оккупационного режима. По другой версии, их расстреляли. Перед смертью Венера запела свою любимую песню «Ночь над Белградом». Девушки были убиты 28 сентября 1942 года.
Указом Президиума Верховного Совета СССР от 20 мая 1968 года Венера Павленко была награждена медалью «За отвагу» посмертно.
Венера Павленко похоронена в центре города Кореновска в братской могиле, у Вечного огня.

## Память
- Одна из улиц и один из переулков города Кореновска названы именем школьницы.
- Поэму «Вечная юность», посвящённую подвигу Венеры и Клары, написал кубанский поэт И. В. Беляков.